# Cleptometopus celebensis
Cleptometopus celebensis är en skalbaggsart som beskrevs av Stefan von Breuning 1942. Cleptometopus celebensis ingår i släktet Cleptometopus och familjen långhorningar.
Artens utbredningsområde är Sulawesi. Inga underarter finns listade i Catalogue of Life.